# Babe - den kække gris
Babe – den kække gris (originaltitel Babe) er en amerikansk-australsk familiefilm fra 1995 om grisen Babe, der er en ung forældreløs gris, som med sit gode sprog, og sin stærke vilje overvinder alle forhindringer. Filmen er skrevet og instrueret af Chris Noonan, baseret på en roman af Dick King-Smith. Filmen havde dansk biografpremiere 25. december 1995.
Babe – den kække gris blev synkroniseret til dansk med stemmer af bl.a. Vibeke Hastrup, Susse Wold, Peter Zhelder, Peter Aude, Torben Sekov, Lasse Lunderskov og John Hahn-Petersen. Efterfølgende DVD- og Bluray-udgivelser er dog ikke synkroniserede til dansk, hvilket gør dem mindre egnede for filmens væsentligste målgruppe.
I 1998 kom efterfølgeren Babe 2 - den kække gris kommer til byen. Den havde dansk biografpremiere 29. januar 1999.
Begge film er produceret af filmselskabet Universal Pictures.

## Handling
Babe kommer ud på en farm, der ejes af en familie ved navn Hoggetts. På den farm har alle de eksisterende dyr deres egen plads i et meget stift sæt af regler og normer. De andre dyr på farmen synes, at den eneste ting, en gris har at leve for, er at blive slagtet. Men så let giver Babe ikke op. Han har nemlig store ambitioner om at blive hyrdehund, eller måske rettere sagt om at blive "hyrdegris", ligesom sin plejemor Fly. Babe kæmper i hele filmen mod fordomme og latterliggørelse fra både mennesker og dyr.